# Камерний продукт
Камерний продукт (рос. камерный продукт, англ. flotation chamber product, нім. Kammerprodukt n) — продукт флотації, який залишається у флотаційній
камері після видалення пінного продукту. Камерний продукт останніх камер багатокамерних флотаційних машин являє собою відходи флотації.